# Teodicio
Teodicio o Teoderico (... – 773/776) è stato un duca longobardo, duca di Spoleto dal 763 al 773.
Teodicio è stato duca longobardo di Spoleto dal 763 al 773, e era un forte sostenitore di re Desiderio.
Non è chiara la sua data di morte: secondo alcune fonti è morto il 6 giugno 776, mentre altre sostengono che sia caduto o durante l'Assedio di Pavia nel 774 o durante la battaglia delle Chiuse contro i Franchi nel 773.
Dopo la sua morte gli spoletini accettarono un duca nominato dal papa, Ildeprando.